# Krzyż łaciński

Krzyż łaciński

Krzyż łaciński – podstawowa forma krzyża chrześcijańskiego. Początkowo używany z oporami ze względu na negatywne konotacje symbolu ukrzyżowania. Jest symbolem ukrzyżowania Chrystusa, dla chrześcijan znakiem zbawienia, miłości Boga i zwycięstwa.
Pierwotnie symbolem chrześcijaństwa był rysunek ryby, zaś w IV wieku (w okresie gdy chrześcijaństwo zyskało w Rzymie status religii państwowej) stał się nim tak zwany chrystogram chi rho. Nawiązywał on do dwóch pierwszych liter greckich słowa Christos („chi” i „rho”) oraz do ukrzyżowania Jezusa Chrystusa. Wprowadzenie pierwotnie krzyża greckiego do chrześcijaństwa przypisuje się mnichowi egipskiemu Pachomiuszowi (rok 322 naszej ery).
Symbolika krzyża chrześcijańskiego obejmuje wymiar horyzontalny i wymiar wertykalny. Belka pionowa, jako wymiar wertykalny, oznacza zjednoczenie nieba z ziemią, tego, co Boskie z tym co ludzkie w Chrystusie. Natomiast belka pozioma, jako wymiar horyzontalny, oznacza zjednoczenie ludzi ze wschodu i zachodu, a zarazem uniwersalny charakter zbawienia dokonanego na krzyżu.
Krzyż łaciński stosowany jest jako krzyż heraldyczny.